# Лурия, Роман Альбертович
Рома́н (Руви́м-Соломо́н) Альбе́ртович Лу́рия (16 мая 1874, Брест-Литовск, Гродненская губерния — 22 октября 1944, Москва) — русский и советский учёный-медик, терапевт и гастроэнтеролог, организатор здравоохранения. Доктор медицины (1902), профессор (1922). Заслуженный деятель науки РСФСР.

## Биография
Родился в Брест-Литовске, был пятым ребёнком в семье учителя городского училища Абеля (Альберта) Хацкелевича Лурии (1840—1886) и его жены Енты (Анеты) Гилелевны Лурии (в девичестве Левинсон, 1845—1880). У него были старшие братья Леон (1863—1923, врач), Григорий (1868—1933, присяжный поверенный), Матвей (Макс) и сестра Елизавета (Лея-Либа, в замужестве Клячко, 1867—?). В шестилетнем возрасте остался без матери. Учился в виленской прогимназии, затем с третьего класса в гимназии в Новгороде-Северском (Черниговская губерния), куда после смерти отца переехал с семьёй сестры. Здесь же познакомился с будущей женой — дочерью местного часовщика Вигдора Хаскина. После окончания гимназии в 1892 году поступил на медицинский факультет Казанского Императорского университета. 
Окончил в 1897 году медицинский факультет Казанского университета с отличием, затем работал земским врачом в Буинском земстве Симбирской губернии (1897—1899) и в физиологической лаборатории под руководством Н. А. Миславского. В конце 1899 года принят на должность сверхштатного ординатора губернской земской больницы в Казани. Специализировался также у профессора Н. А. Засецкого. В 1902 году защитил диссертацию по теме «О роли чувствительных нервов диафрагмы в иннервации дыхания» (опубликована отдельной книгой).
Работал экстерном Казанской губернской земской больницы, преподавателем Казанской фельдшерской школы (с 1899 года), сверхштатным ординатором и ассистентом кафедры факультетской терапии Казанского университета. Служил врачом в действующей армии во время Русско-японской и Первой мировой войн: в 1904 году — младшим ординатором полевого подвижного госпиталя Третьей маньчжурской армии (в мае 1905 года награждён орденом Святой Анны III степени с мечами, в октябре — орденом Святого Станислава с мечами), в августе 1914 года — старшим врачом 94-го пехотного запасного полка, в 1917 году — старшим ординатором запасного эвакогоспиталя № 93. В годы Первой мировой войны вместе с адвокатом Блаттом руководил казанским отделением Комитета помощи евреям России под эгидой «Джойнта». 
В 1917 году избран членом первой коллегии Губздрава, затем Наркомздрава ТАССР. В 1919—1921 годах был заместителем председателя чрезкомтифа (органа по борьбе с сыпным и возвратным тифами), членом комиссии по улучшению быта учёных (ТАТКУБУ).
В 1920 году вошёл в инициативную группу по организации Казанского клинического института (с 1925 года Государственный институт для усовершенствования врачей имени В. И. Ленина, ныне Казанская государственная медицинская академия), в течение 10 лет был первым директором этого института (1920—1930), а также заведовал кафедрой внутренних болезней. В 1927 году к 30-летию врачебной деятельности Р.А. Лурии Наркомат здравоохранения РСФСР принял постановление о наименовании терапевтической клиники его именем и учреждении в институте трёх стипендий его имени «для врачей-специалистов из национальностей Поволжья». Жил и принимал больных в квартире на Большой Проломной улице.
По инициативе Р. А. Лурии и при его активном участии в 1930 году в Москве был создан Центральный институт усовершенствования врачей, первую терапевтическую кафедру которого он возглавлял в течение почти 15 лет; был заместителем директора по научно-учебной работе института. В 1930—1932 годах одновременно — заведующий кафедрой терапии санитарно-гигиенического факультета 1-го Московского медицинского института.
Был членом редколлегии журналов «Казанский медицинский журнал», «Врачебное дело», «Терапевтический архив», основателем и ответственным редактором журнала «Советская медицина» (органа Наркомата здравоохранения СССР). Награждён орденом Трудового Красного Знамени.

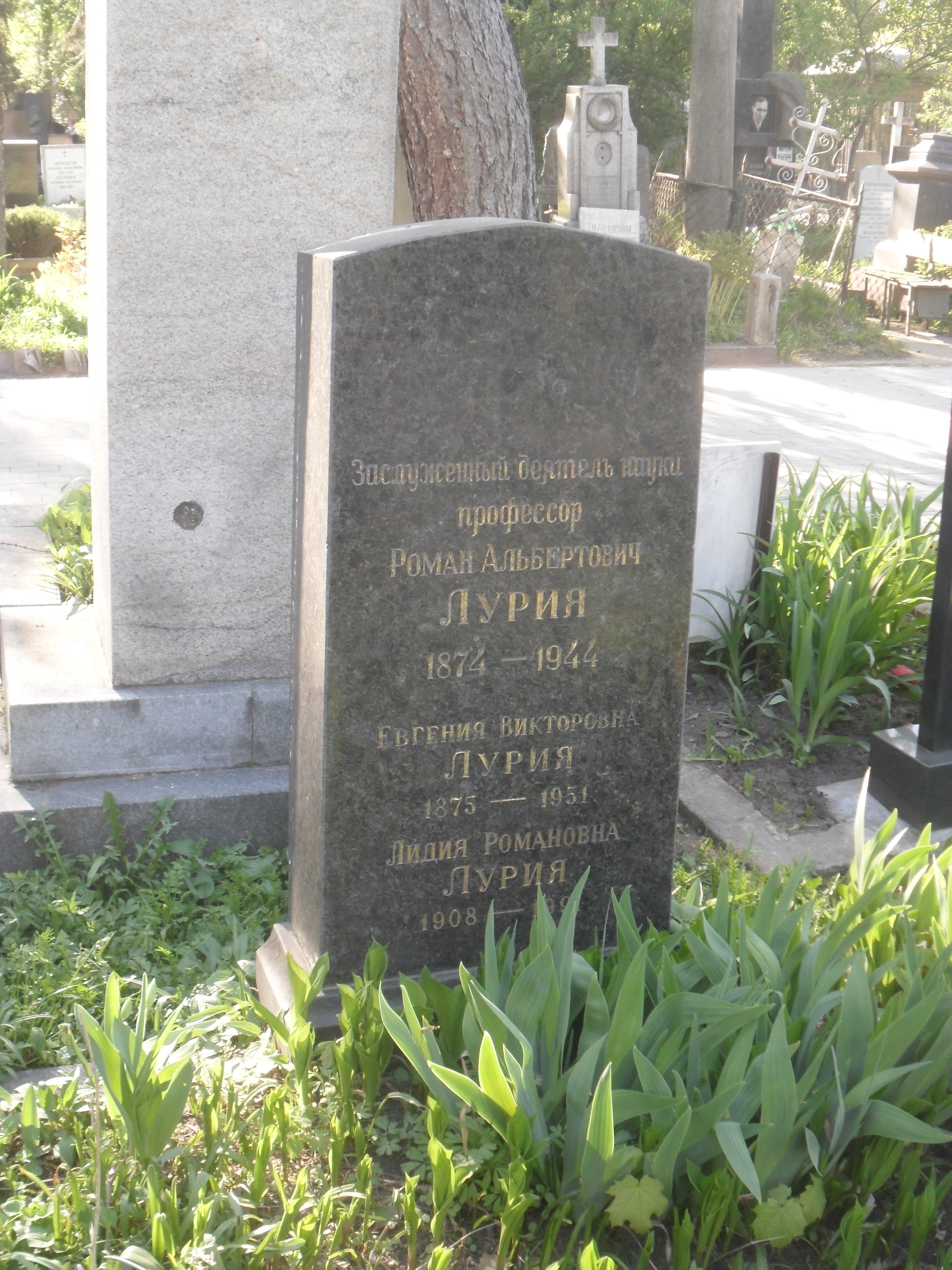
Могила Р. А. Лурии на Новодевичьем кладбище Москвы.

Разработал методику лечения эксудативного плеврита пункцией (1914), психологическую концепцию «внутренней картины болезни» (1935), опубликовал работы по поражениям системы органов пищеварения при сифилисе, малярии и других заболеваниях, вопросам ятрогении, алиментарной дистрофии, психосоматических расстройств, нозологическую классификации малярии и хронических гастритов.
В 2010 году в Казанской медицинской академии учреждена премия имени профессора Р. А. Лурии, её первого ректора, за лучшую научную работу по актуальным проблемам медицины для молодых учёных вуза. В 2014 году в музее Казанской медицинской академии была организована и проведена расширенная выставка, посвящённая 140-летию со дня рождения её первого ректора Р. А. Лурии.

## Семья
- Жена — Евгения Викторовна Лурия (в девичестве Хаскина, 1875—1951), зубной врач, выпускница высших зубоврачебных женских курсов в Варшаве.
  - Сын — Александр Романович Лурия (1902—1977), советский психолог, основатель нейропсихологии.
  - Дочь — Лидия Романовна Лурия (1908—1991), врач-психиатр, кандидат медицинских наук (её дочь — Ирина Юрьевна Сукальская, род. 1931, врач-психиатр)[10]. Её первый муж Юрий Борисович Розинский (1907—1961) был психиатром, автор книги «Изменения психики при поражениях лобных долей мозга» (1948)[11]. Второй муж — замнаркома НК совхозов СССР, начальник главного управления НК земледелия Михаил Григорьевич Герчиков (1895—1937). Репрессирована как член семьи изменника Родины после расстрела мужа.
- Брат — Матвей Альбертович (Авелевич) Лурия (1869—?), зубной врач, управляющий Томским окружным представительством Петербургского генерального общества страхования жизни и пожизненных доходов, учёный еврей Томской «Каменной синагоги», один из учредителей и руководителей (в 1909 году казначей, в 1917 году председатель) томского отделения Общества для распространения просвещения между евреями в России[12][13][14].

## Список произведений

### Монографии
- О роли чувствительных нервов диафрагмы в иннервации дыхания. Казань, 1902.
- Отёчная болезнь. Казань, 1922.
- Врач и психогенез некоторых заболеваний внутренних органов, 1928.
- Сифилис и желудок. М., 1928.
- Syphilitische und syphilogene Magenerkrankungen (Gastrolues). Karger, 1929.
- Старое и новое в учении о хроническом гастрите. М., 1929.
- Болезни пищевода и желудка. М.—Л., 1933 (3-е издание — 1941).
- Внутренняя картина болезни и ятрогенные заболевания, 1935.
  - Внутренняя картина болезней и иатрогенные заболевания. — 4-е изд. — М.: Медицина, 1977. — 111 с. — 15,000 экз.

## Научные публикации
- Anthropotherapie und Blockade des sympathischen Nervensystems (Acta Medica Scandinavica 85: 473—487, January/December 1935)